# 山欖並盾介殼蟲
山欖並盾介殼蟲（学名：Pinnaspis strachani）为盾介殼蟲科并盾介殼蟲屬下的一个种。